# Maladera inadai
Maladera inadai är en skalbaggsart som beskrevs av Kobayashi 2010. Maladera inadai ingår i släktet Maladera och familjen Melolonthidae. Inga underarter finns listade i Catalogue of Life.